# Plouédern
Plouédern [pluedɛʁn] est une commune du département du Finistère, dans la région Bretagne, en France.

## Géographie

### Situation

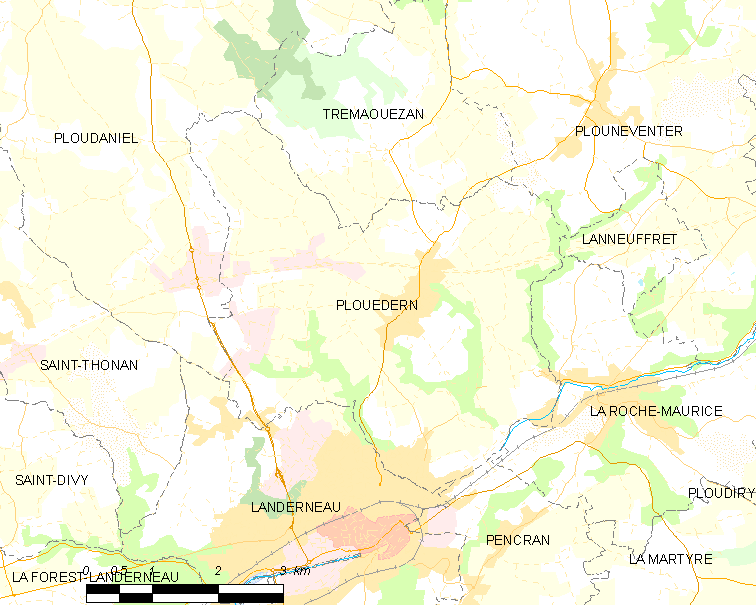
Carte de la commune de Plouédern

|            | Trémaouézan | Plounéventer     |
| Ploudaniel | Plouédern   | Lanneuffret      |
| Landerneau | Pencran     | La Roche-Maurice |

### Relief et hydrographie

#### Relief
La commune de Plouédern est située dans le Léon, partie nord du département du Finistère, juste au nord de la ville de Landerneau. Son finage est délimité au sud-est par le fleuve côtier Élorn, à l'est et au sud-ouest par deux petits affluents de rive droite de ce dernier (dont le Justiçou, située à la limite est de la commune, la séparant de celle de La Roche-Maurice) ; à l'ouest et au nord-ouest ce sont des ruisseaux affluents de rive gauche de l'Aber-Wrac'h qui lui servent de limite avec les communes de Ploudaniel, Saint-Thonan et Trémaouézan. La partie sud du territoire communal (le quartier de Kergoat) est désormais englobée dans l'agglomération de Landerneau dont elle forme un quartier périphérique.
L'essentiel du territoire communal est constitué d'un morceau du plateau du Léon, compris entre 60 mètres et une centaine de mètres d'altitude, atteignant même 110 mètres dans la zone industrielle de Saint-Éloi ; ce plateau est toutefois échancré, principalement dans la partie méridionale de la commune, par les vallées des affluents de l'Élorn et qui dessinent un relief en creux atteignant seulement 8 mètres d'altitude dans la vallée même de l'Élorn, où se trouve l'usine de traitement des eaux de Pont-ar-Bled, qui alimente en eau potable la ville de Brest et une bonne partie du Pays de Brest.

#### Réseau hydrographique
Pour un article plus général, voir Réseau hydrographique du Finistère.
La commune est située dans le bassin Loire-Bretagne. Elle est drainée par l'Élorn et divers autres petits cours d'eau,.
L'Élorn, d'une longueur de 56 km, prend sa source dans la commune de Sizun et se jette  dans la rade de Brest entre les communes de Plougastel-Daoulas et de Le Relecq-Kerhuon, après avoir traversé 14 communes.  Les caractéristiques hydrologiques de l'Elorn sont données par la station hydrologique située sur la commune. Le débit moyen mensuel est de 5,76 m3/s. Le débit moyen journalier maximum est de 73,1 m3/s, atteint lors de la crue du 12 décembre 2000. Le débit instantané maximal est quant à lui de 114 m3/s, atteint le 7 février 2014.

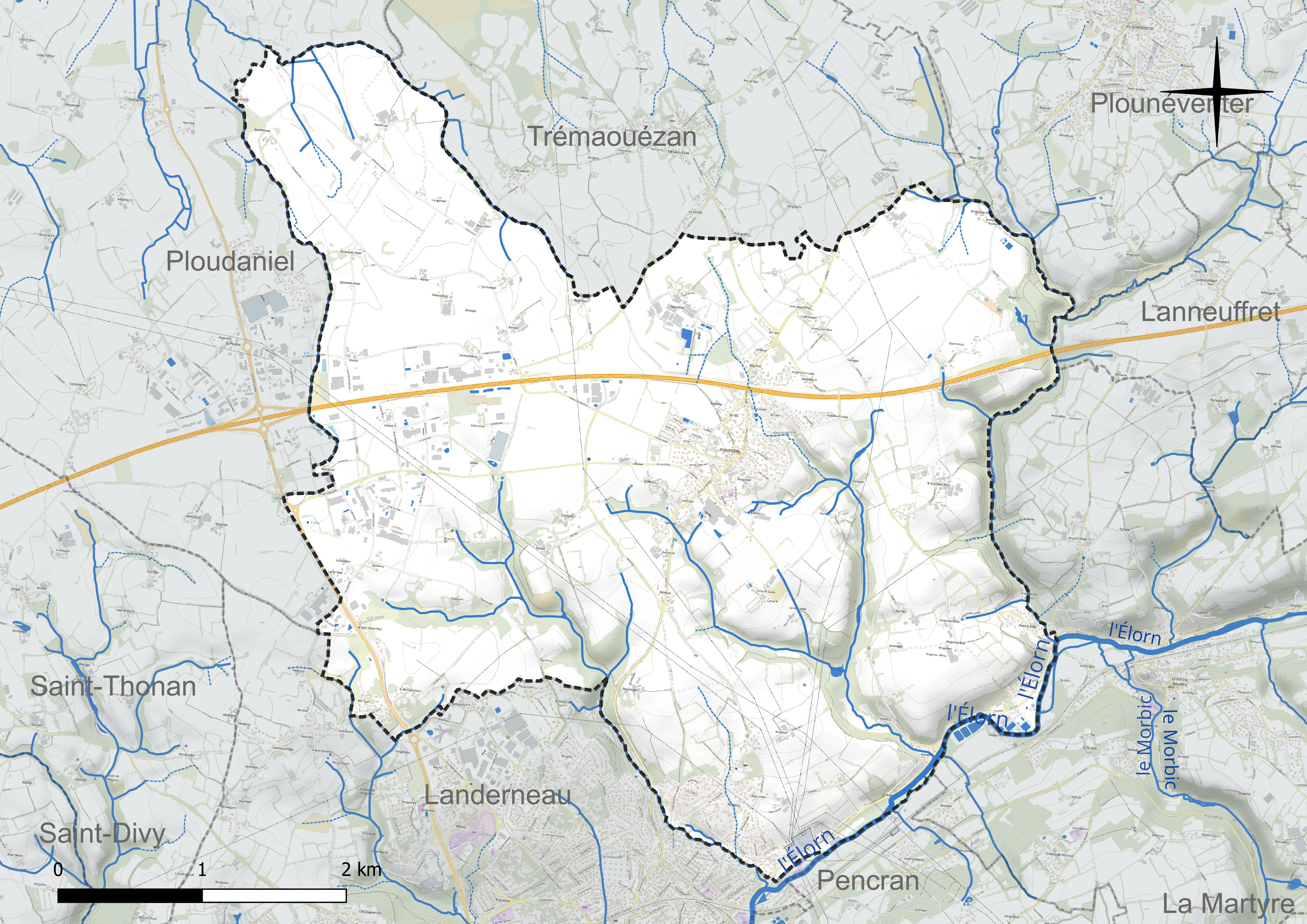
Réseau hydrographique de Plouédern.

#### La tourbière de Lann Gazel (marais de Langazel)
La tourbière de Lann Gazel (marais de Langazel), d'une superficie d'environ 500 ha, est situé à cheval sur les communes de Ploudaniel, Trémaouézan et Plouédern ; il est drainé par des ruisseaux tributaires de l'Aber-Wrac'h s'écoulant vers le nord-ouest en deux branches principales entre lesquelles se situe le bourg de Ploudaniel. D'anciennes tourbières y ont été exploitées et c'est désormais un espace naturel protégé, faisant partie des sites Natura 2000, dont la gestion naturaliste a commencé en 1992.

« La tourbière de Langazel abrite des espèces et des  habitats ou milieux naturels d'intérêt européen en proportion importante. Ces habitats et ces espèces sont répertoriés dans deux directives européennes pour la conservation des milieux naturels ainsi que de la faune et de la flore sauvages : la directive « Oiseaux » de 1979 et la directive « Habitats-faune-flore » de 1992. »

Un circuit de randonnée d'une longueur de 8 km et un sentier d'interprétation d'une durée de 30 minutes ont été aménagés pour en permettre la visite.

### Climat
Pour des articles plus généraux, voir Climat de la Bretagne et Climat du Finistère.
En 2010, le climat de la commune est de type climat océanique franc, selon une étude du CNRS s'appuyant sur une série de données couvrant la période 1971-2000. En 2020, Météo-France publie une typologie des climats de la France métropolitaine dans laquelle la commune est exposée à un climat océanique et est dans la région climatique  Finistère nord, caractérisée par une pluviométrie élevée, des températures douces en hiver (6 °C), fraîches en été et des vents forts. Parallèlement l'observatoire de l'environnement en Bretagne publie en 2020 un zonage climatique de la région Bretagne, s'appuyant sur des données de Météo-France de 2009. La commune est, selon ce zonage, dans la zone « Monts d'Arrée », avec des hivers froids, peu de chaleurs et de fortes pluies.  
Pour la période 1971-2000, la température annuelle moyenne est de 11,4 °C, avec  une amplitude thermique annuelle de 10,3 °C. Le cumul annuel moyen de précipitations est de 1 123 mm, avec 16,4 jours de précipitations en janvier et 8,5 jours en juillet. Pour la période 1991-2020, la température moyenne annuelle observée sur la station météorologique la plus proche, située sur la commune de Ploudaniel à 8 km à vol d'oiseau, est de 11,6 °C et le cumul annuel moyen de précipitations est de 1 146,8 mm,. Pour l'avenir, les paramètres climatiques de la commune estimés pour 2050 selon différents scénarios d'émission de gaz à effet de serre sont consultables sur un site dédié publié par Météo-France en novembre 2022.

### Paysages et habitat

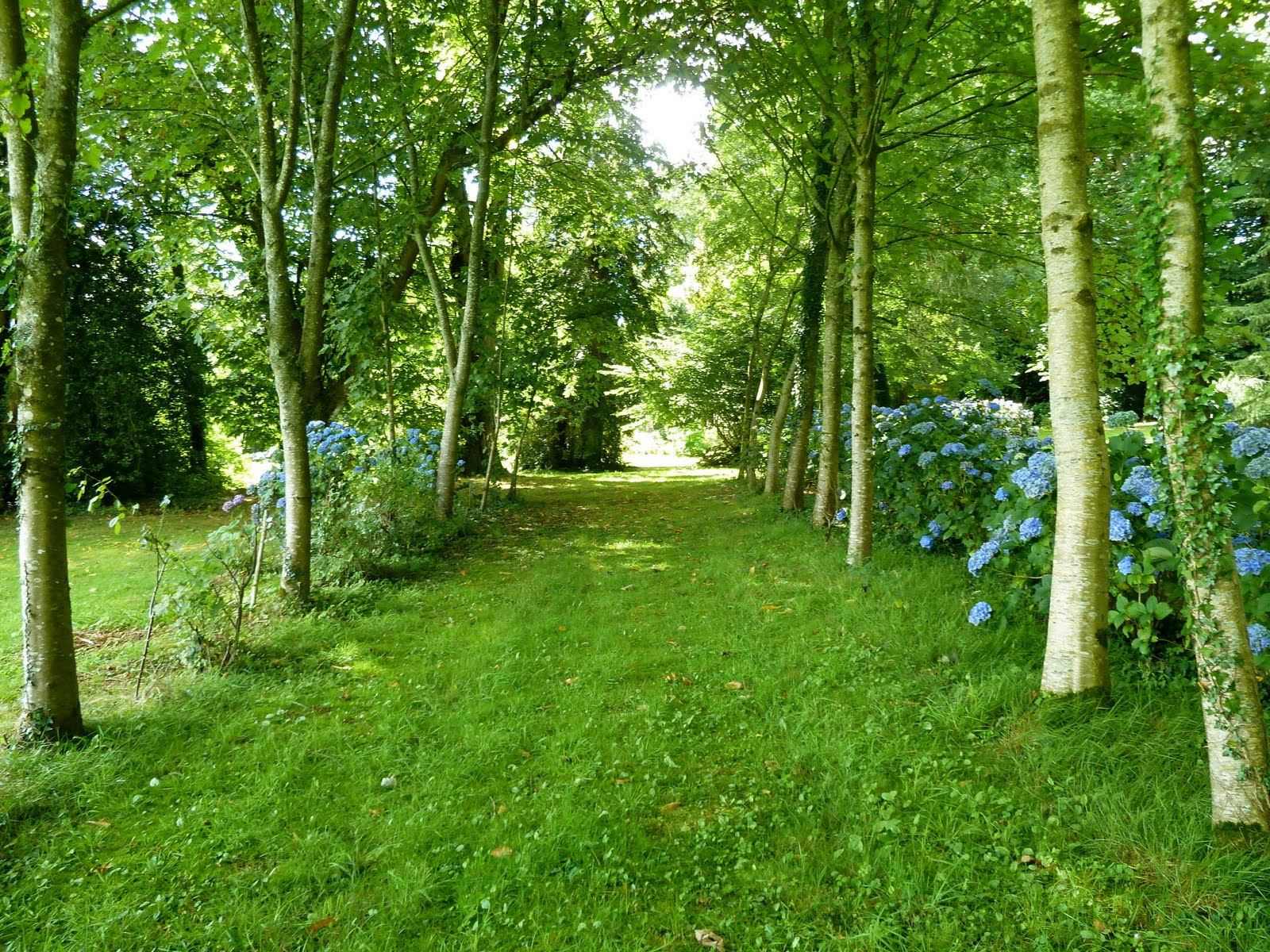
Plouédern : l'allée du mail.

Le bourg de Plouédern est situé en position relativement centrale au sein du territoire communal, vers 90 mètres d'altitude. Il a beaucoup grossi ces dernières décennies en raison de la création de plusieurs lotissements.
Le paysage agraire traditionnel était le bocage avec un habitat dispersé en de nombreux hameaux. Mais ce paysage a été beaucoup transformé en raison de la périurbanisation.

### Transports
Le territoire communal est traversé par la voie express RN 12 qui traverse la commune en son milieu, passant même dans le bord du bourg (les quartiers de Bégavel et Ty Névez sont au nord de cette voie express, alors que le reste du bourg est au sud). La commune est desservie par l'échangeur de Saint-Éloi (situé sur le territoire de la commune voisine de Ploudaniel) autour duquel une zone industrielle, dite de Saint-Éloi, s'est développée, comprenant notamment le siège social de la société Le Comptoir Irlandais, située sur le territoire communal de Plouédern. Par ailleurs, la commune est desservie par la route départementale no 29, allant de Landerneau à Plounéventer.

## Urbanisme

### Typologie
Au 1er janvier 2024, Plouédern est catégorisée bourg rural, selon la nouvelle grille communale de densité à 7 niveaux définie par l'Insee en 2022.
Elle est située hors unité urbaine. Par ailleurs la commune fait partie de l'aire d'attraction de Brest, dont elle est une commune de la couronne,. Cette aire, qui regroupe 68 communes, est catégorisée dans les aires de 200 000 à moins de 700 000 habitants,.

### Occupation des sols

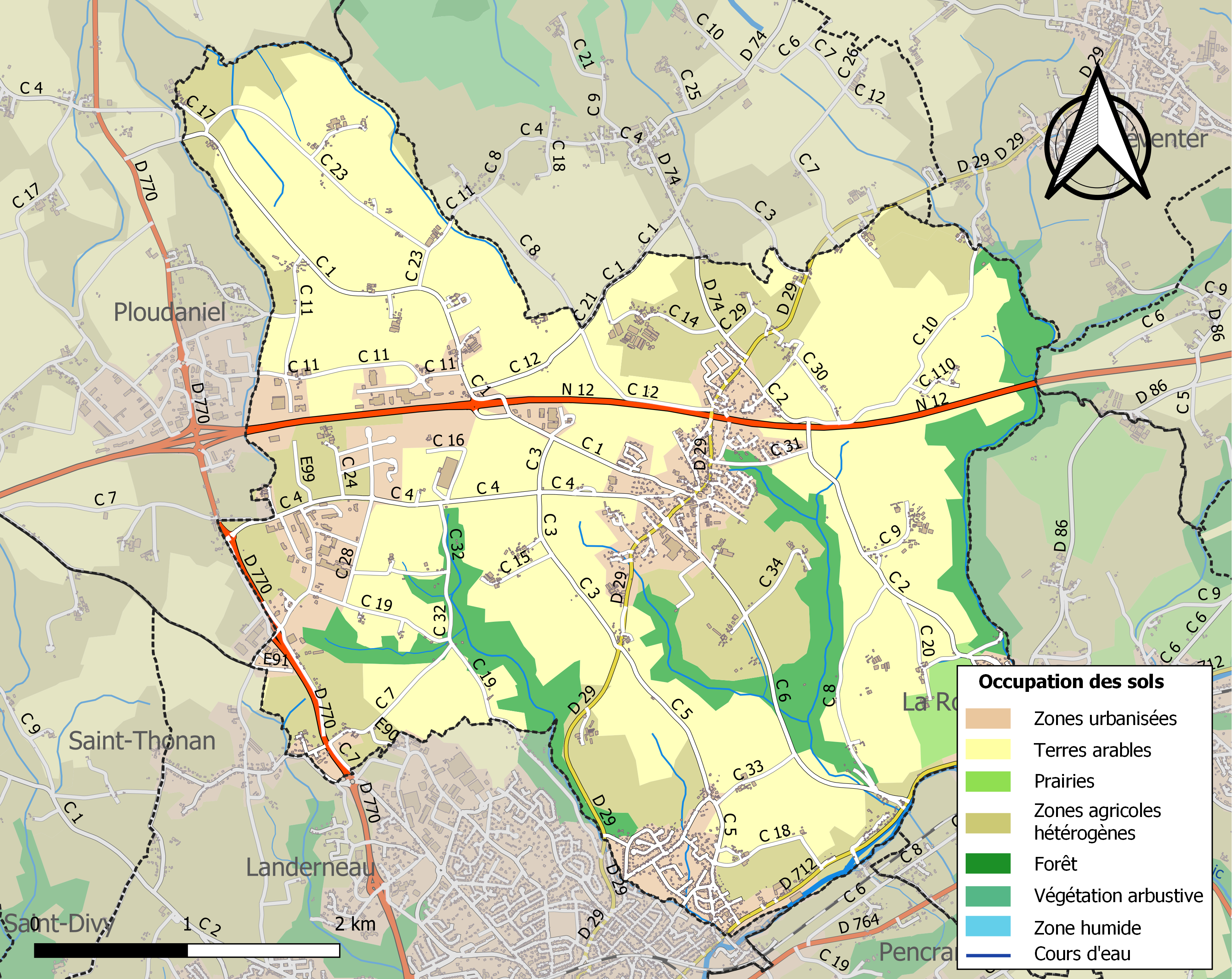
Carte des infrastructures et de l'occupation des sols de la commune en 2018 (CLC).

L'occupation des sols de la commune, telle qu'elle ressort de la base de données européenne d'occupation biophysique des sols Corine Land Cover (CLC), est marquée par l'importance des territoires agricoles (74,6 % en 2018), en diminution par rapport à 1990 (78,5 %). La répartition détaillée en 2018 est la suivante : 
terres arables (52,8 %), zones agricoles hétérogènes (19,9 %), forêts (10,2 %), zones urbanisées (8,7 %), zones industrielles ou commerciales et réseaux de communication (6,6 %), prairies (1,9 %).
L'IGN met par ailleurs à disposition un outil en ligne permettant de comparer l'évolution dans le temps de l'occupation des sols de la commune (ou de territoires à des échelles différentes). Plusieurs époques sont accessibles sous forme de cartes ou photos aériennes : la carte de Cassini (XVIIIe siècle), la carte d'état-major (1820-1866) et la période actuelle (1950 à aujourd'hui).

## Toponymie
Le nom de la localité est attesté sous les formes Ploe Edern vers 1330, Plebs Ederni en 1337 et Guic Edern en 1467, Ploedern en 1481.
Plouédern vient du breton ploe (paroisse) et de Edern. Le nom de la commune signifie donc « La paroisse de Saint Edern ».

## Histoire

### Préhistoire, Antiquité et Haut Moyen Âge
Des tumuli se trouvent à Coat-Lespel, à Vezendoul et trois à l'est de Kerliléoch.

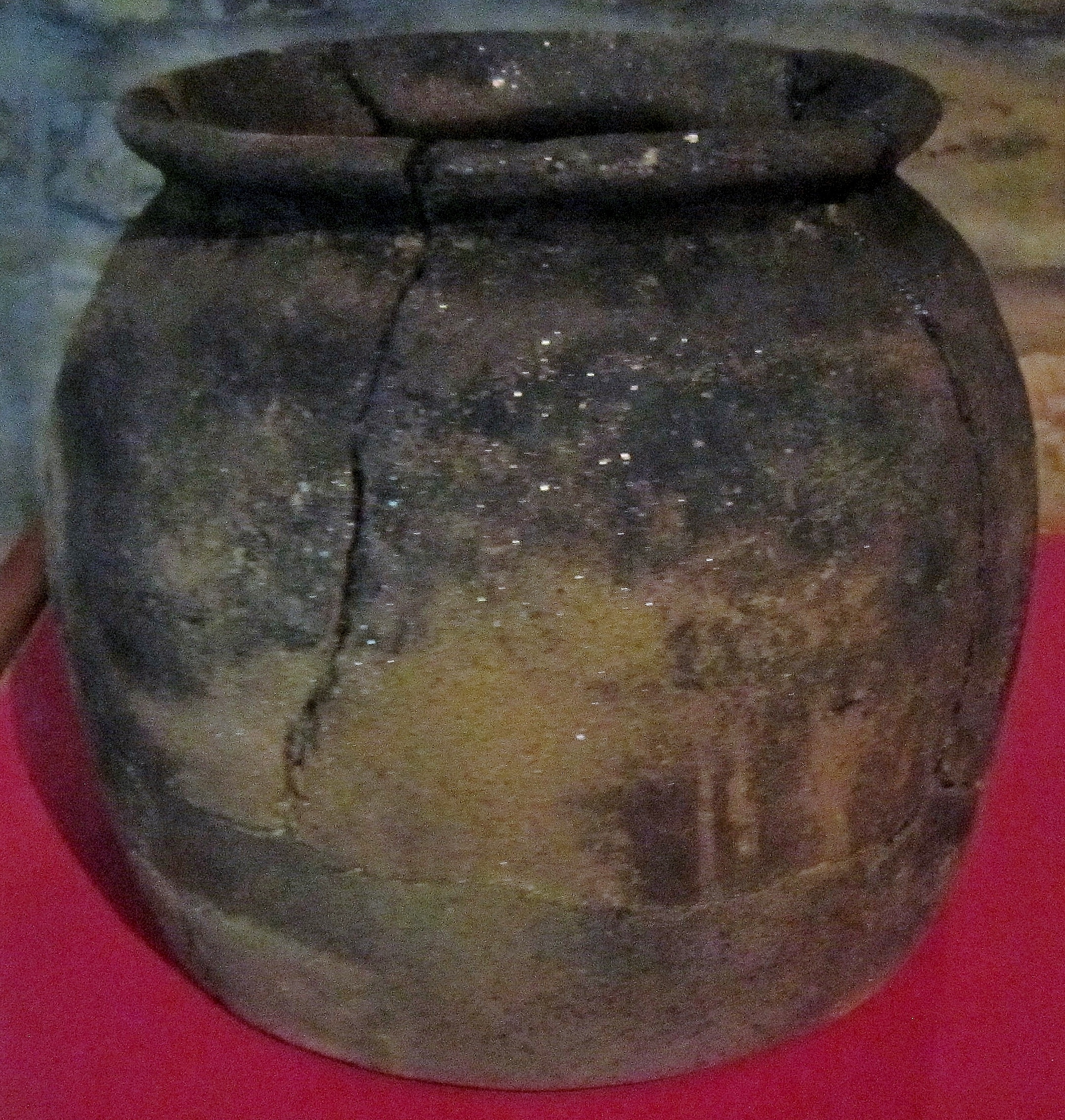
Vase de forme anglo-saxonne, mais de production locale, datant du 7e ou du 8e siècle, trouvé sur le site de Leslouc'h en Plouédern (exposé au musée de l'abbaye de Landévennec).

Un habitat daté du début de l'Âge du Bronze moyen (vers 1600 av. J.-C.) a été fouillé en 2008 à Leslouc'h par Stéphane Blanchet ; on y a découvert, en rasant la motte féodale édifiée postérieurement sur le site, les vestiges d'une salle de 16 mètres sur 6 mètres, aux murs d'argile de 75 à 90 cm d'épaisseur, qui était la demeure d'un machtiern (un chef local de la société celtique) ; formé de grandes parcelles délimitées par des fossés profonds de 0,50 mètre, le site contenait de nombreux débris de comblement, notamment des meules brisées et des molettes pour le broyage des céréales, ainsi que des céramiques, attestant la présence de maisons au sein de ces parcelles, mais il n'en subsiste presque aucune trace.
De nombreux débris d'époque gallo-romaine ont été trouvés à Plouédern, notamment à Vezen-Doul, Kerviléoc, Pénanrun, Kerdilès et au haut de la côte du Moulin-Neuf.

### Moyen Âge
La paroisse de Plouédern faisait partie de l'archidiaconé de Kemenet-Ily relevant de l'évêché de Léon. La partie de Landerneau située en Léon (la rive droite de l'Élorn) relevait de Plouédern,.
Pendant les Guerres de la Ligue, le 1er août 1594, Yves du Liscouët, après avoir pris et pillé le manoir de Mézarnou, s'empara « des croix, calices et patènes d'or massif, enrichis de pierreries, des églises de Plounéventer, Lanneuffret, Plouédern et Trémaouézan » qui avaient été confiés à la garde du sieur de Mézarnou, le seigneur de Parcevaux.

### DuXVIesiècleauXVIIIesiècle

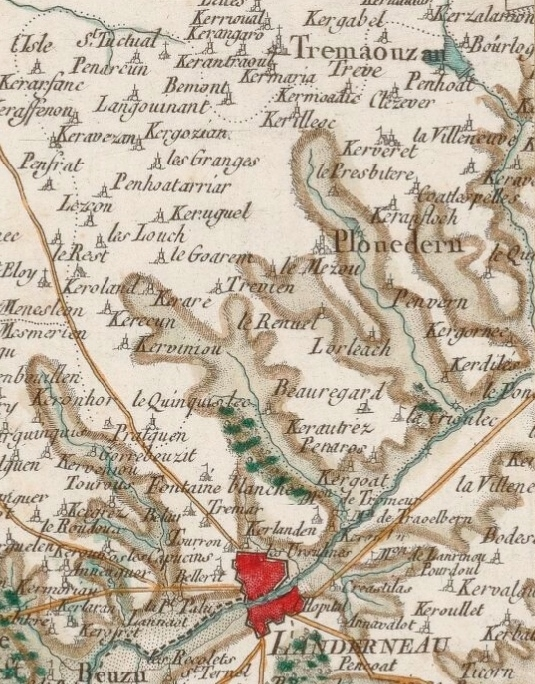
Carte de Cassini de la paroisse de Plouédern (1783).

L'activité toilière du lin et du chanvre, comme dans les paroisses voisines, était répandue à Plouédern : 29 kanndi y ont été recensés et 63,8 % des inventaires après décès de la paroisse à l'époque font état de la présence de métiers à tisser, certains foyers en possédant même plusieurs comme le couple Thénénan Kerlann et Marguerite Le Daré, qui vivait au manoir du Quinquis Marrec, qui en possédait trois en 1738-1739 lors de leurs décès respectifs. Jean Derien, du manoir de Berregard (Beauregard), décédé en 1776, disposait de biens estimés à 35 097 livres dont de nombreux "tonneaux de fil blanc" lors d'un premier inventaire partiel (leur poids a été estimé, en mesures actuelles, à dix tonnes au moins).
Jean-Baptiste Ogée décrit ainsi Plouédern en 1778 :

« Plouédern, à six lieues au sud-ouest de Saint-Pol-de-Léon, son évêché), à 44 lieues de Rennes et à une lieue de Landerneau, sa subdélégation. Cette paroisse ressortit à Lesneven et compte 1200 communiants. La cure est présentée par l'Évêque. Ce territoire est un pays couvert [de bocage], qui offre à la vue des terres en labeur, des prairies et des landes. Les maisons nobles de l'endroit sont Chef-du-Bois, le Forestic, Penancoët, Ker-autret, Treffuyen et les Granges ; cette dernière fut unie et incorporée à la maison de Carman, vers l'an 1640. »

Hervé Loumeuven, de Plouédern, fut mousse dans l'escadre du comte d'Estaing lors de la Guerre d'indépendance américaine.

### Révolution française
Dans le cahier de doléances de Plouédern, les paroissiens se plaignent : « on est astreint à charrier les bagages [charrois militaires] de Landerneau à Morlaix, et les deux villes sont distantes de sept lieues ». Les paysans de Plouédern se plaignent d'être réquisitionnés à tout moment ; on les obligé parfois à faire sept lieues de transport, de Landerneau à Lamballe et on ne leur donne qu'un salaire tout à fait insuffisant ; souvent les charrettes sont brisées, les conducteurs injuriés ou même maltraités par les soldats.

### LeXIXesiècle
Vers 1835 la papeterie des Moulins des Justices, ouverte en 1802, située à la limite est de Plouedern, consommait « 90 à 100 milliers de chiffons » chaque année pour fabriquer diverses sortes de papier.
A. Marteville et P. Varin, continuateurs d'Ogée, décrivent ainsi Plouédern en 1853 :

« Plouédern (dédiée à saint Edern) : commune formée par l'ancienne paroisse du même nom, aujourd'hui succursale (...). Superficie totale : 1 962 hectares dont (...) terres labourables 1 205 ha, prés et pâtures 119 ha, bois 254 ha, vergers et jardins 11 ha, landes et incultes 252 ha (...). Moulins : 11 (des Justices, de Pontarblot, du Forestou, du Petit-Moulin, de Kerhamon, de Tourous, à eau). Aux manoirs énumérés par notre auteur [Jean-Baptiste Ogée], il convient d'ajouter ceux de Cribinet, du Kergoat et de Trévian. (...) On parle le breton. »

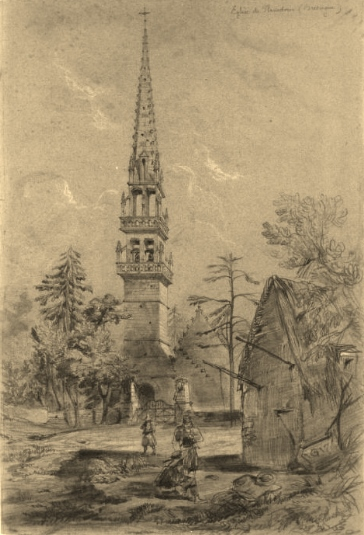
L'église de Plouédern (dessin de Léon Gaucherel).

En 1889 le bourg de Plouédern n'avait que 189 habitants agglomérés pour une population communale totale de 1 516 habitants.
La loi du 14 février 1891 déclare d'utilité publique la ligne de chemin de fer à voie métrique de Landerneau à Lesneven et Plounéour-Trez, passant par Plouédern, Trémaouézan, Ploudaniel, Lesneven, Plouider et Goulven. Cette ligne ferroviaire des Chemins de fer départementaux du Finistère fut mise en exploitation le 11 juin 1894 et ferma en 1946. Plusieurs tentatives de déraillement furent commises les premières années d'exploitation, notamment celle de novembre 1902 où une énorme pierre fut placée sur les rails près de Plouédern : « le train s'arrêta à un mètre de l'obstacle ; à cet endroit la voie surplombe un ravin profond ».
La manufacture de Traon-Élorn, située en plein centre linier, à cheval sur les communes de Plouédern et Pencran et à proximité du port de Landerneau, fut mise en vente en 1894.

### LeXXesiècle

#### La Belle Époque
En réponse à une enquête épiscopale organisée en 1902 par François-Virgile Dubillard, évêque de Quimper et de Léon en raison de la politique alors menée par le gouvernement d'Émile Combes contre l'utilisation du breton par les membres du clergé, le recteur de Plouédern, l'abbé Jaffrès, écrit : « Toutes les instructions se font en breton, aucune autre langue ne serait comprise ».
Le 29 septembre 1902 le Courrier de Tarn-et-Garonne écrit qu'à  « Plouédern les Sœurs attendent l'arrivée des institutrices laïques qui doivent les remplacer. Quand un étranger [inconnu] arrive dans le bourg, les habitants s'inquiètent de savoir si ce n'est pas un délégué du préfet, venant procéder à la laïcisation ».
Le 9 janvier 1903, Jaffrès, curé de Plouédern, fait partie des 31 prêtres du diocèse de Quimper dont les traitements sont retenus par décision du gouvernement Combes « tant qu'ils ne feront pas emploi de la langue française dans leurs instructions et l'enseignement du catéchisme » car ils utilisaient le breton.
Le 5 février 1905 « après avoir traité les instituteurs laïques de voyous, le curé de Plouédern prêcha une grande croisade. Il s'agissait d'aller remettre, en sa place d'honneur aux écoles, le Christ enlevé conformément à la loi, pendant les vacances dernières. Dès le lendemain, à 8h10 environ, 150 exaltés, conduits par le bedeau , firent irruption dans [l'école] » (...).
« Ils forcèrent les enfants à rentrer chez eux, disant qu'il ne fallait pas rester dans une école où il n'y avait pas de Christs. La foule proféra des menaces contre les instituteurs. Il n'y a plus à l'école que deux élèves, le fils de la directrice de l'école des filles et le fils du cantonnier ». « Les parents déclarent que les enfants ne retourneront pas à l'école tant qu'il n'y aura pas de Christ ».

#### La Première Guerre mondiale
Le monument aux morts de Plouédern porte les noms d'au moins (car 7 noms indiqués sur le monument ne sont accompagnés d'aucune date de décès) de 23 soldats morts pour la France pendant la Première Guerre mondiale. Un d'entre eux (Guillaume Guénolé) est mort en Bulgarie et un (Pierre Rognant) en Roumanie, tous les deux d'ailleurs après la fin officielle de la guerre ; la plupart des autres sont morts sur le sol français. Par ailleurs, un soldat (François Houpier) est mort pour la France en 1920 dans des circonstances non précisées.
Des tranchées qui servaient d'entraînement aux soldats du 128e régiment d'infanterie, basé à Landerneau, avant de monter au front, ont été réhabilitées en 2014 par l'Association Dourdon et sont visibles dans le bois de Kergoat situé dans la partie sud de la commune.

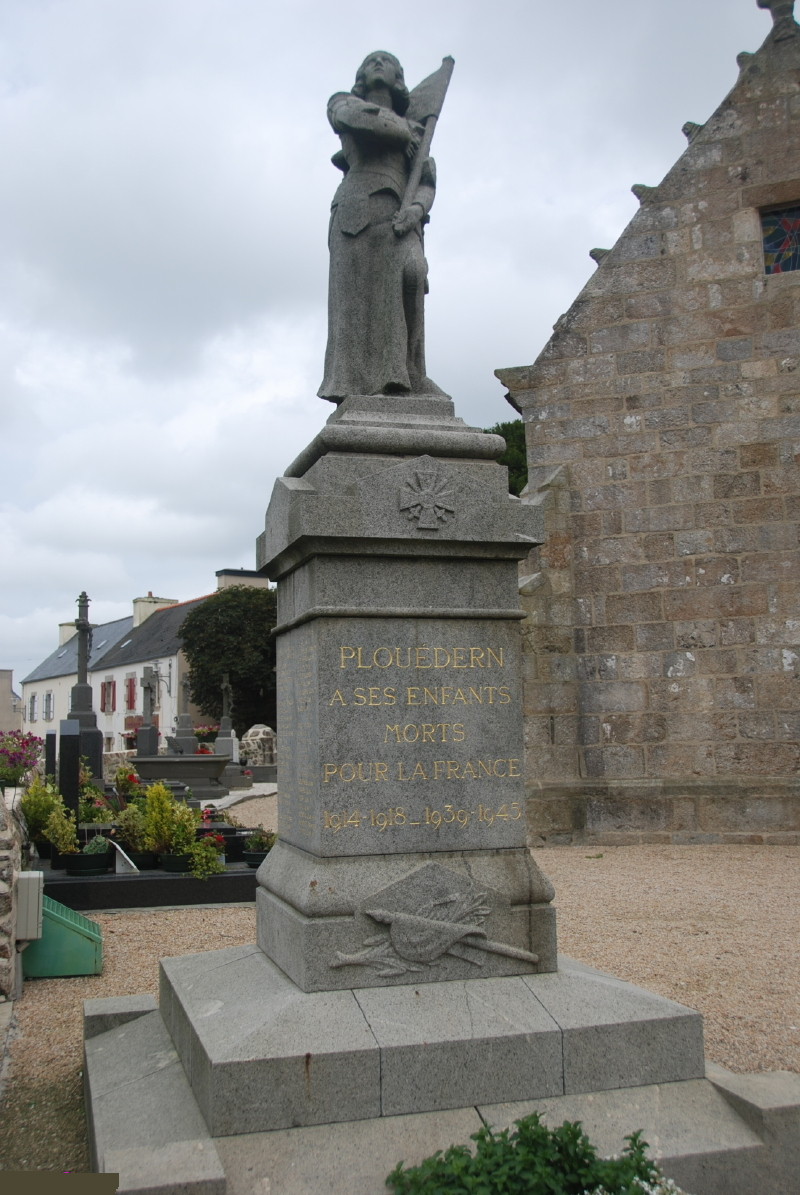
Monument aux morts de 1914-1918.
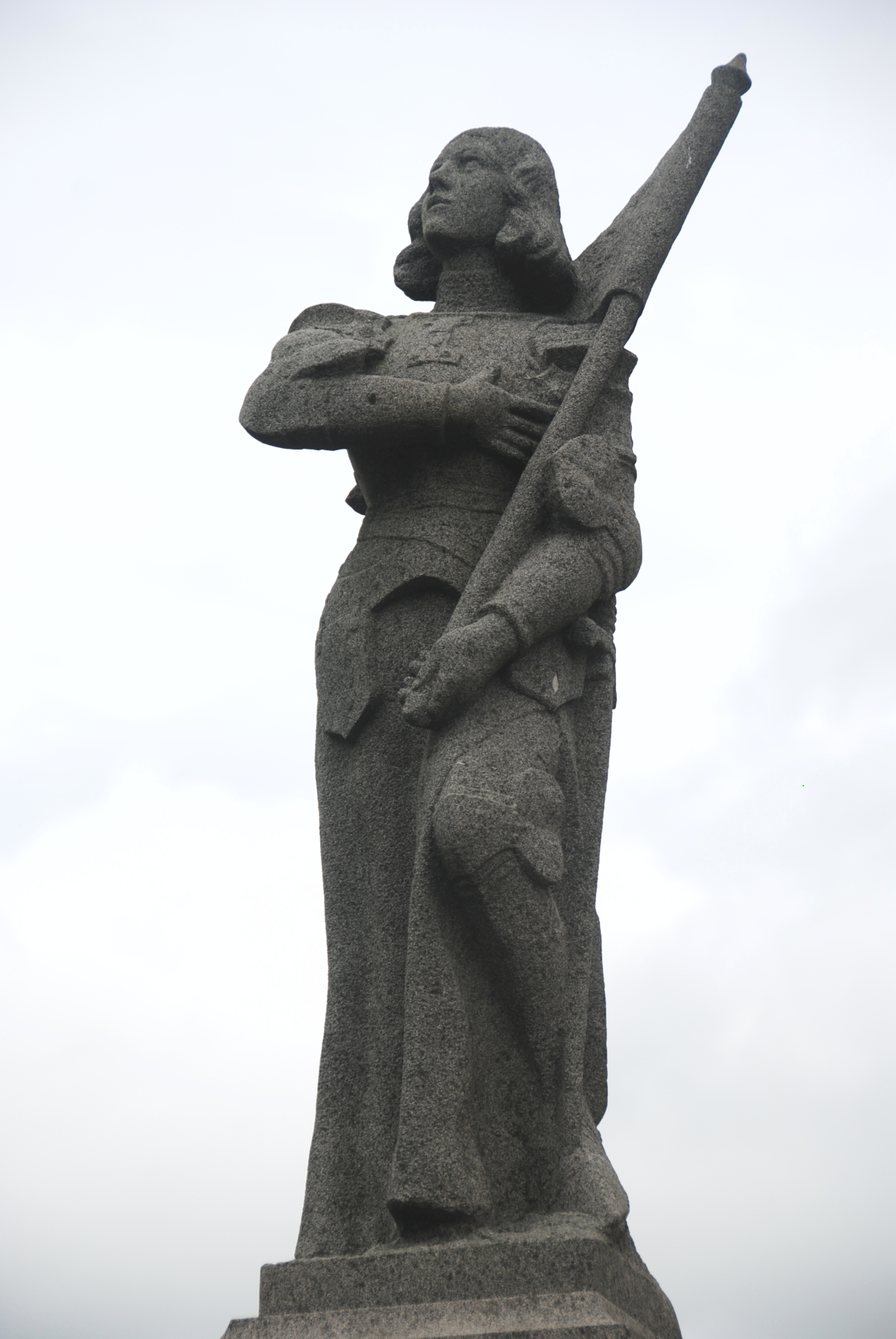
Statue sommitale du monument aux morts.

#### L'Entre-deux-guerres

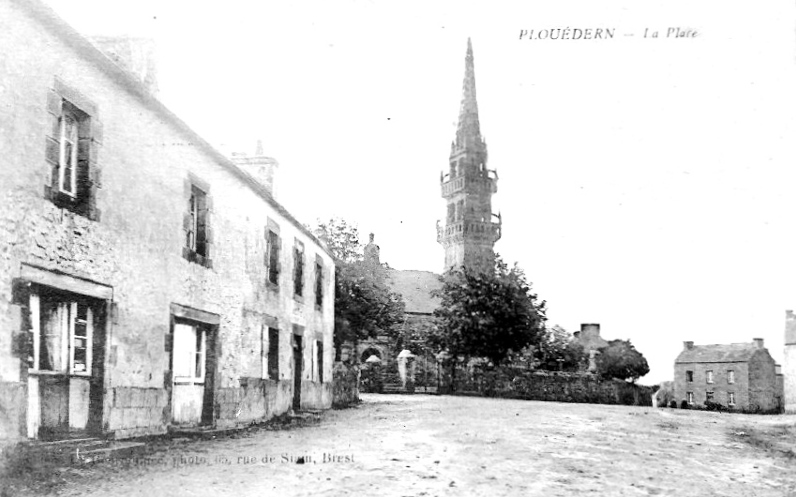
Plouédern ː la place de l'église vers 1920 (carte postale).
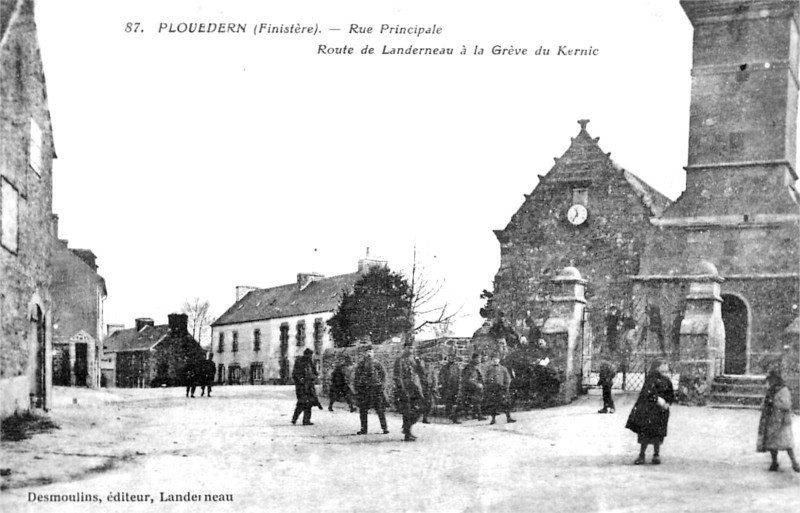
Plouédern : la rue principale vers 1920 (carte postale).
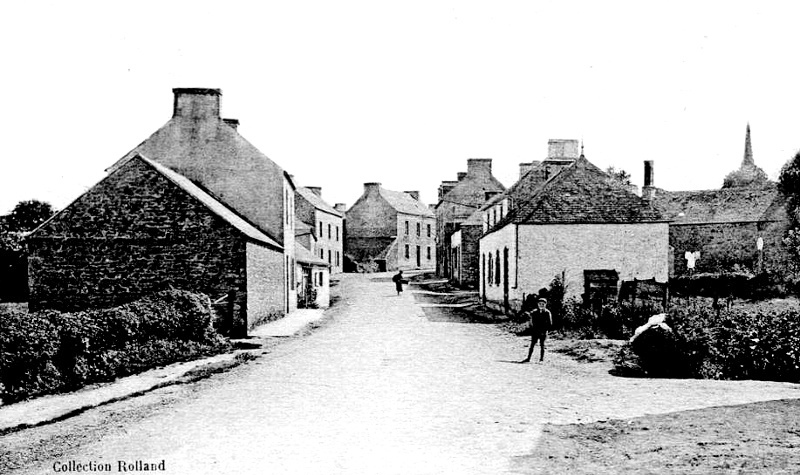
Plouédern  : le Bas Bourg vers 1920 (carte postale).

#### La Seconde Guerre mondiale
Le monument aux morts de Plouédern porte les noms d'au moins (car 7 noms indiqués sur le monument ne sont accompagnés d'aucune date de décès) 14 personnes mortes pour la France pendant la Seconde Guerre mondiale ; deux d'entre eux au moins (Yves Ropars, Jean Le Roux) sont des marins disparus en mer ; Gabriel Le Pape, sous-lieutenant dans l'armée de l'air, est mort dans un accident d'avion le 22 juin 1940 à Tanashouet (Algérie) et Yves Lavanant, second maître mécanicien à la base navale d'Aspretto, est mort accidentellement à bord d'un avion Latécoère 298 le 23 juillet 1940 à Ferryville (Tunisie).

#### L'après Seconde Guerre mondiale
En 1955 le patronage "Étoile sportive Saint-Edern" déclare comme activités le chant, le théâtre et le football.
Le 9 juin 1959 six jeunes filles de la JAC de Plouédern remportent la « Coupe de la joie » dans la catégorie "danse" à Annecy devant 20 000 spectateurs, grâce à une chorégraphie intitulée "Les petites filles modèles".
En 1971 un rapport indique que Plouédern est la première commune du Finistère pour l'élevage des porcs.
En mai 1974 un incendie provoqué par un orage détruit la charpente et le mobilier de l'église paroissiale Saint-Edern ; seules les statues en granite et celle de saint Edern chevauchant un cerf, située au sommet du baptistère fut préservée. Elle a été depuis superbement restaurée, sous la direction de l'architecte Gérard Cailliau, en partie par les Compagnons du Tour de France, le peintre décorateur Paul Mériguet et le sculpteur Vincent Fancelli.

### LeXXIesiècle

#### L'opposition entre des éleveurs porcins et des projets de lotissements
La SA Favé, qui appartient à la famille de la maire précédente, Anne-Marie Favé, a contesté devant le tribunal administratif de Rennes le permis de lotir à Begavel accordé en janvier 2008 par Jacques Refloch, alors maire, et obtenu en 2009 l'annulation du permis de lotir : « La société Favé (16.966 équivalents-animaux) constituant l'élevage porcin le plus important du département et [son] unité de méthanisation de lisiers de porc génèrent des nuisances olfactives de nature à porter atteinte à la salubrité publique du lotissement de Ty Névez et Begavel » a estimé le tribunal administratif.

#### La fusion avec  l'ES Plounéventer de l'Étoile Saint-Edern
Le club sportif de football de l'Étoile Saint-Edern, en manque d'effectifs, pour partie à cause de la pandémie du Covid, a décidé en 2021 de fusionner avec le club de l'ES Plounéventer.L'Étoile Saint-Edern existait déjà en 1941.

## Démographie
L'évolution du nombre d'habitants est connue à travers les recensements de la population effectués dans la commune depuis 1793. Pour les communes de moins de 10 000 habitants, une enquête de recensement portant sur toute la population est réalisée tous les cinq ans, les populations de référence des années intermédiaires étant quant à elles estimées par interpolation ou extrapolation. Pour la commune, le premier recensement exhaustif entrant dans le cadre du nouveau dispositif a été réalisé en 2005.
En 2022, la commune comptait 3 062 habitants, en évolution de +9,55 % par rapport à 2016 (Finistère : +2,16 %, France hors Mayotte : +2,11 %).
| 1793  | 1800  | 1806  | 1821  | 1831  | 1836  | 1841  | 1846  | 1851  |
| ----- | ----- | ----- | ----- | ----- | ----- | ----- | ----- | ----- |
| 1 180 | 1 061 | 1 108 | 1 155 | 1 172 | 1 267 | 1 232 | 1 337 | 1 362 |

| 1856  | 1861  | 1866  | 1872  | 1876  | 1881  | 1886  | 1891  | 1896  |
| ----- | ----- | ----- | ----- | ----- | ----- | ----- | ----- | ----- |
| 1 378 | 1 364 | 1 445 | 1 435 | 1 469 | 1 502 | 1 516 | 1 601 | 1 554 |

| 1901  | 1906  | 1911  | 1921  | 1926  | 1931  | 1936  | 1946  | 1954  |
| ----- | ----- | ----- | ----- | ----- | ----- | ----- | ----- | ----- |
| 1 556 | 1 553 | 1 657 | 1 650 | 1 704 | 1 721 | 1 667 | 1 755 | 1 722 |

| 1962  | 1968  | 1975  | 1982  | 1990  | 1999  | 2005  | 2006  | 2010  |
| ----- | ----- | ----- | ----- | ----- | ----- | ----- | ----- | ----- |
| 1 648 | 1 814 | 2 252 | 2 586 | 2 537 | 2 558 | 2 681 | 2 672 | 2 793 |

| 2015  | 2020  | 2022  | - | - | - | - | - | - |
| ----- | ----- | ----- | - | - | - | - | - | - |
| 2 781 | 3 009 | 3 062 | - | - | - | - | - | - |

## Économie et industrie
- Froneri France (anciennement Rolland-Flipi), qui fabrique des crèmes glacées, emploie en 2018 322 salariés et en plus, en saison, une bonne centaine de travailleurs saisonniers.
- Depuis 2016, usine des Laboratoires Gilbert, produits cosmétiques et dispositifs médicaux (45 p.)[71].

## Monuments
- L'Église Saint Edern est inscrite monument historique depuis 1926 : son clocher ajouré, de type léonard, possède deux étages de balustres et une flèche pointue qui lui donne une allure élancée. Le porche nord, en granite est de style Renaissance et date de 1609 selon la date inscrite dans sa frise. Les fonts baptismaux datent de 1641 et sont l'œuvre de Roland Doré (ils sont surmontés de deux personnages tenant une massue, mais le baldaquin en bois qui les surmontait a disparu lors de l'incendie de 1974) et la sacristie est de 1680. L'église a été victime d'un incendie en mai 1974, mais restaurée entre 1974 et 1978. La voûte lambrissée évoque la voûte céleste : elle date de la restauration de l'église. Les blochets des nefs latérales évoquent les divers acteurs de la restauration de l'église : l'un d'entre eux par exemple représente en ange la maire de l'époque Anne-Marie Favé. Les vitraux sont de Hubert de Sainte-Marie[72].

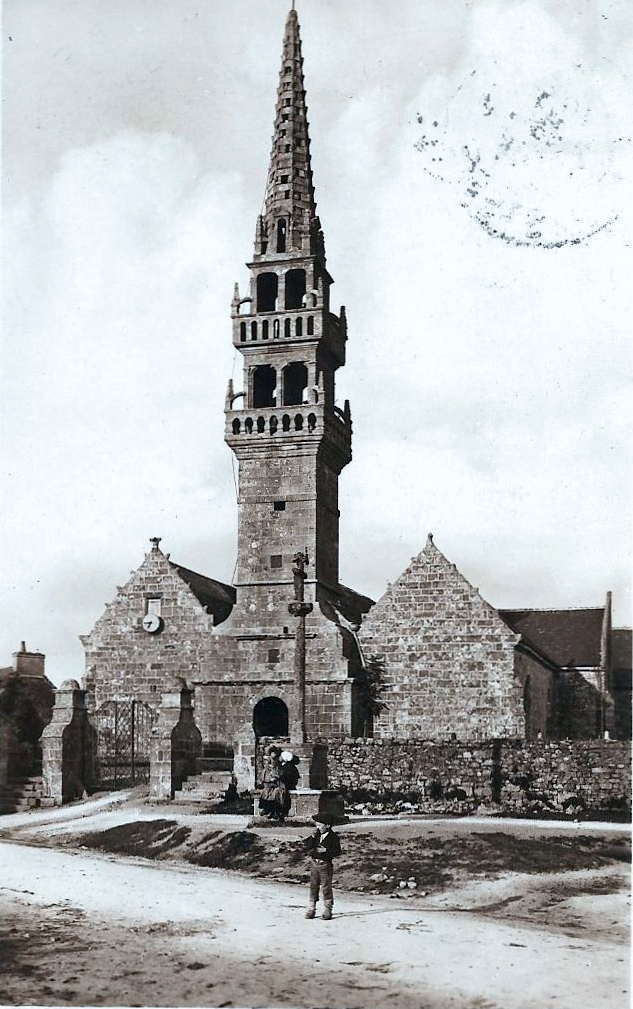
L'église Saint-Edern en 1927 (carte postale).
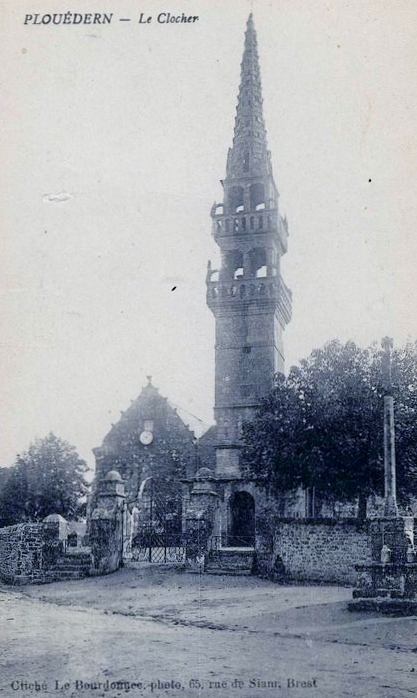
Le clocher de l'église Saint-Edern (carte postale, vers 1930).
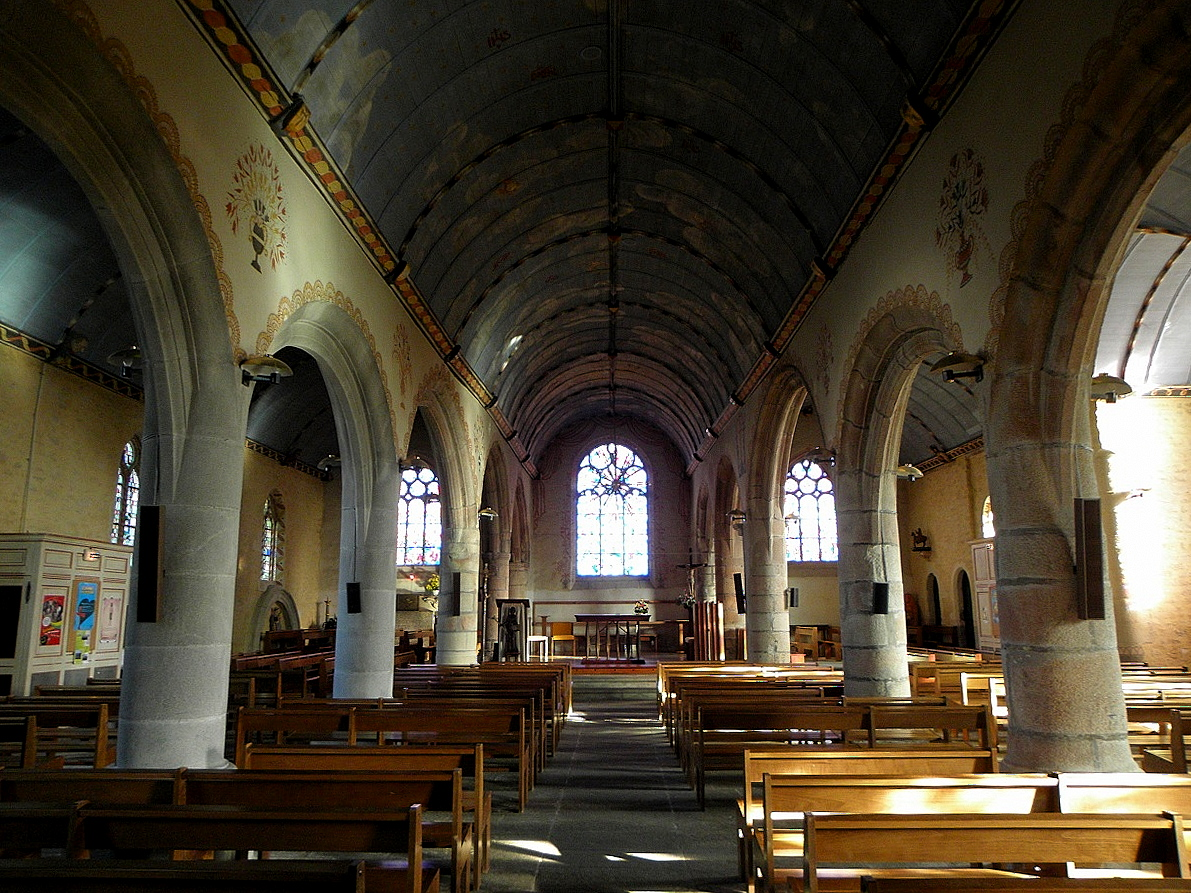
Église Saint-Edern : vue intérieure d'ensemble.
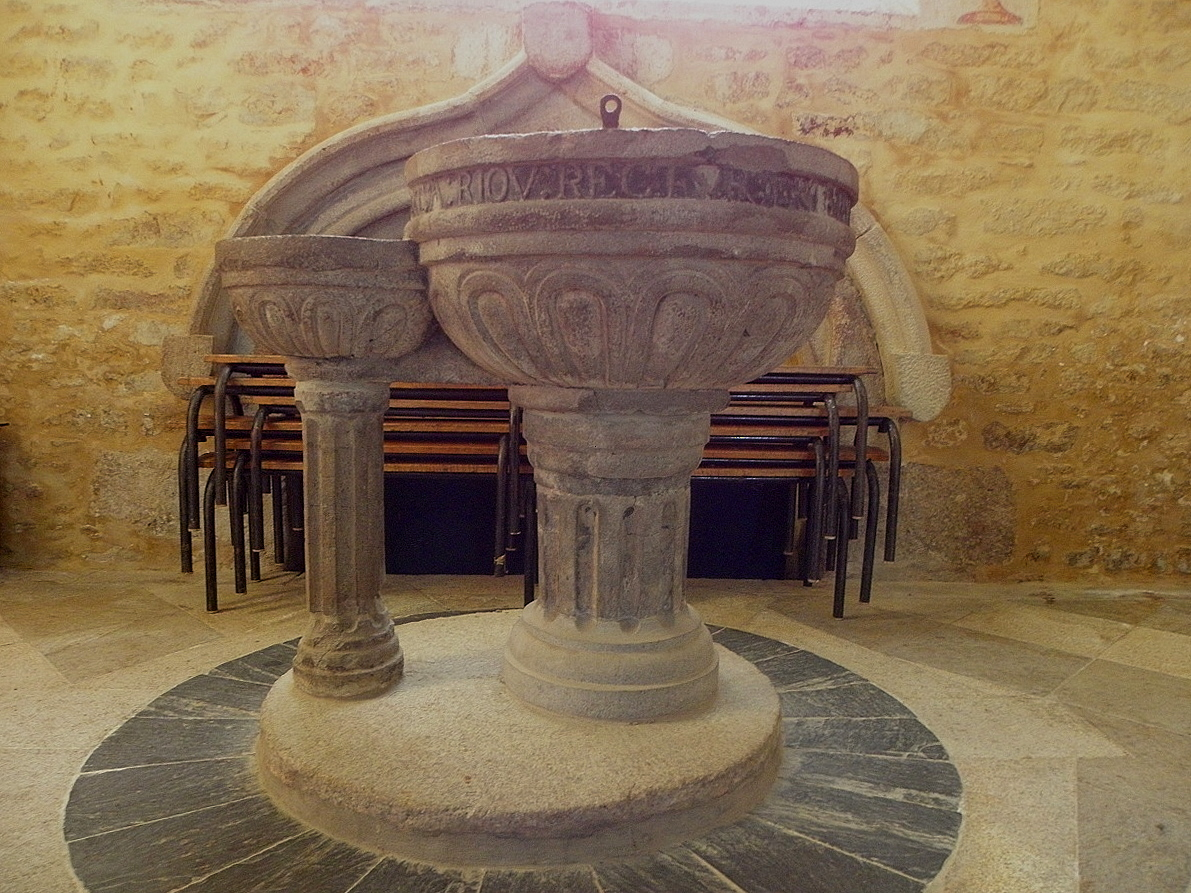
Église Saint-Edern : fonts baptismaux.
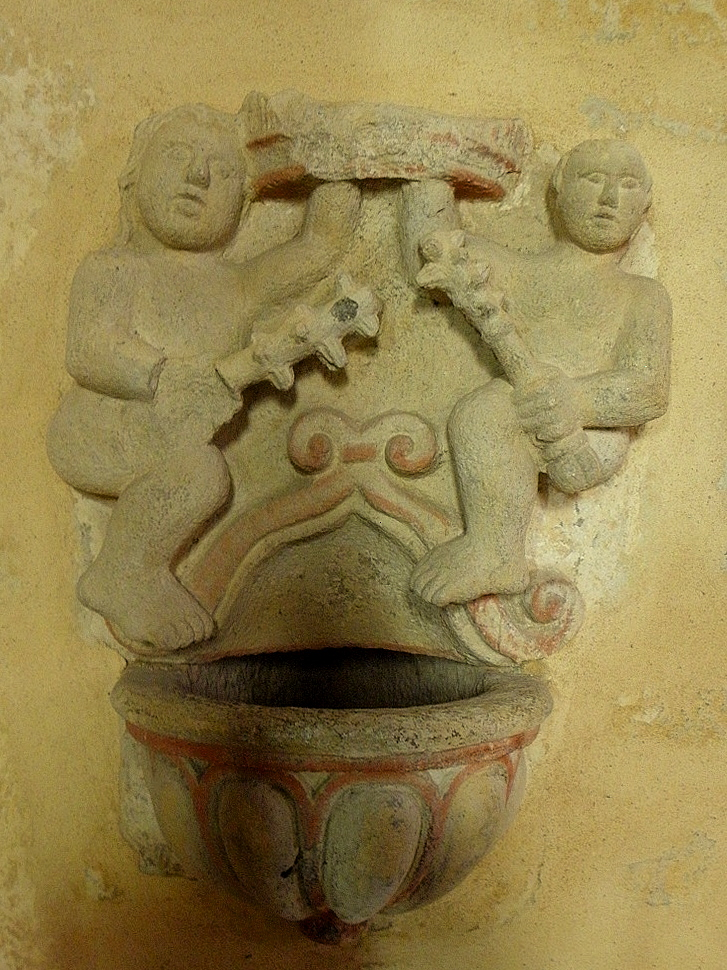
Église Saint-Edern : bénitier.

- La croix du cimetière date du Moyen Âge ; son socle cubique est à degrés ; son fût est à section ronde et son croisillon porte une Vierge de Pitié entourée de la Vierge et de saint Jean. Les branches du crucifix se terminent par des fleurons carrés.
- Le monument aux morts de 1914-1918.
- Le manoir de Kergoat (bien que situé désormais à la périphérie nord de l'agglomération de Landerneau, ce manoir fait partie de la commune de Plouédern).

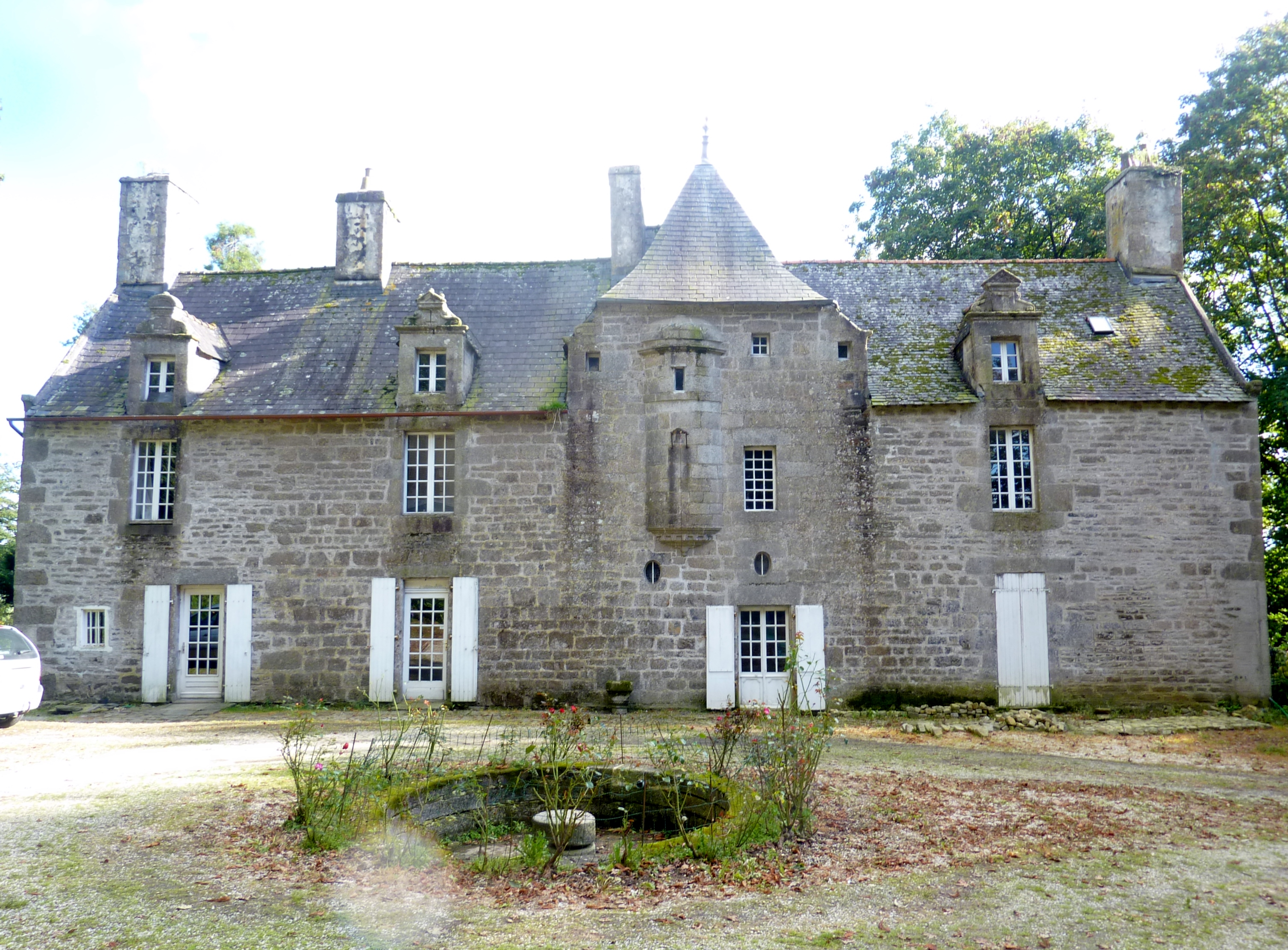
Le manoir de Kergoat (façade nord).
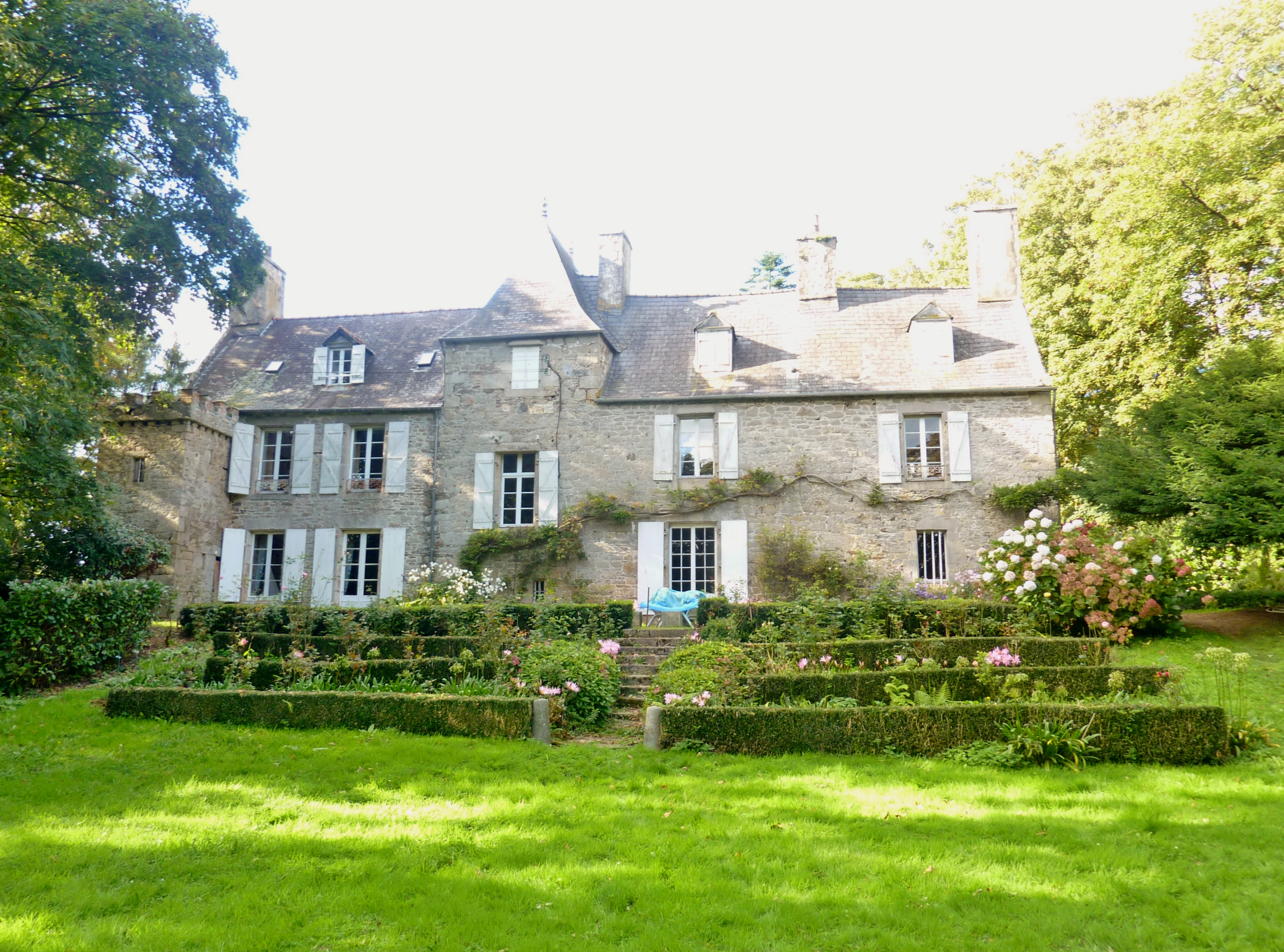
Le manoir de Kergoat : façade sud.
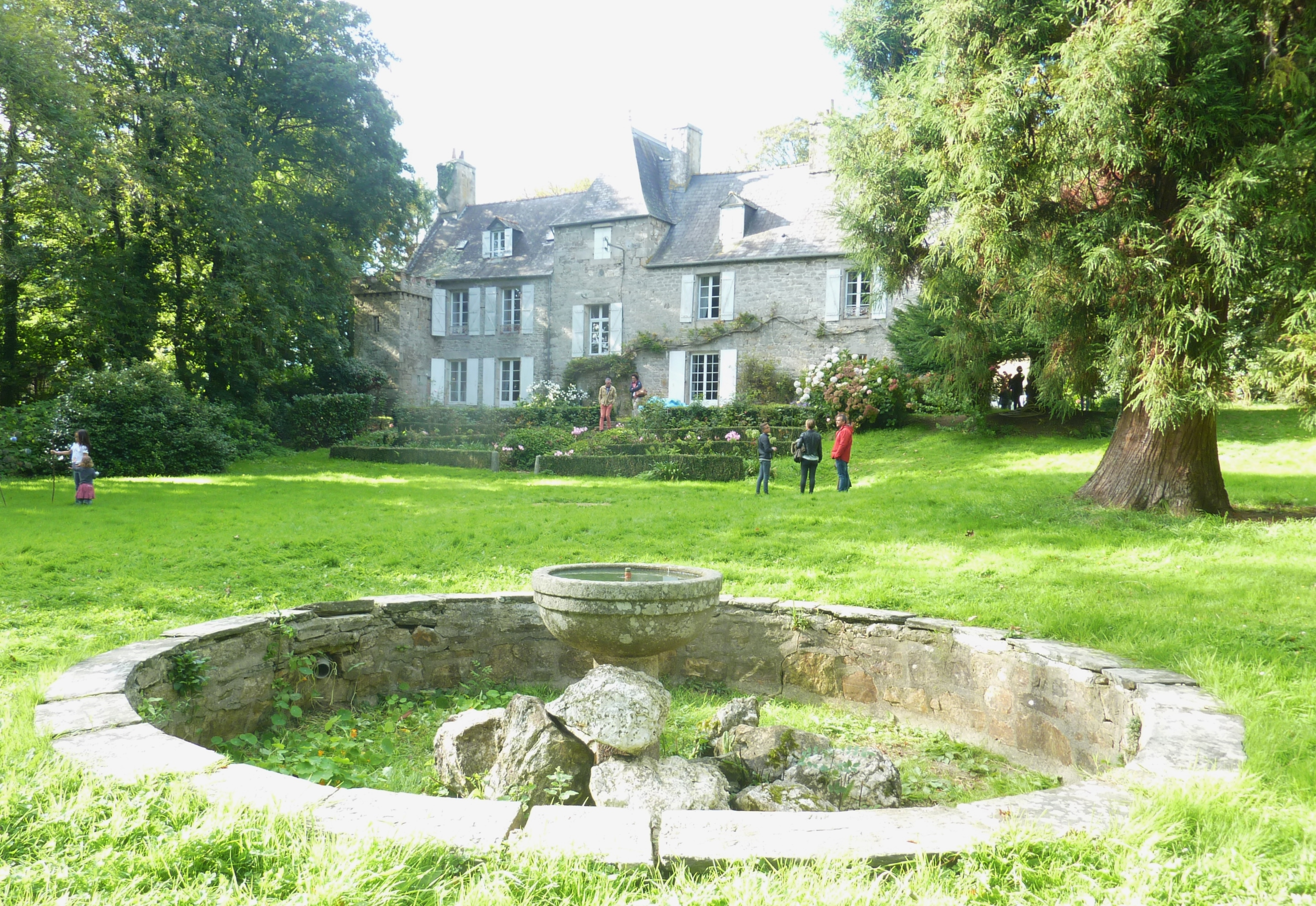
Le manoir de Kergoat (façade sud) et son bassin.

- Le manoir de Kervéléoc : il date du XVIIe siècle.

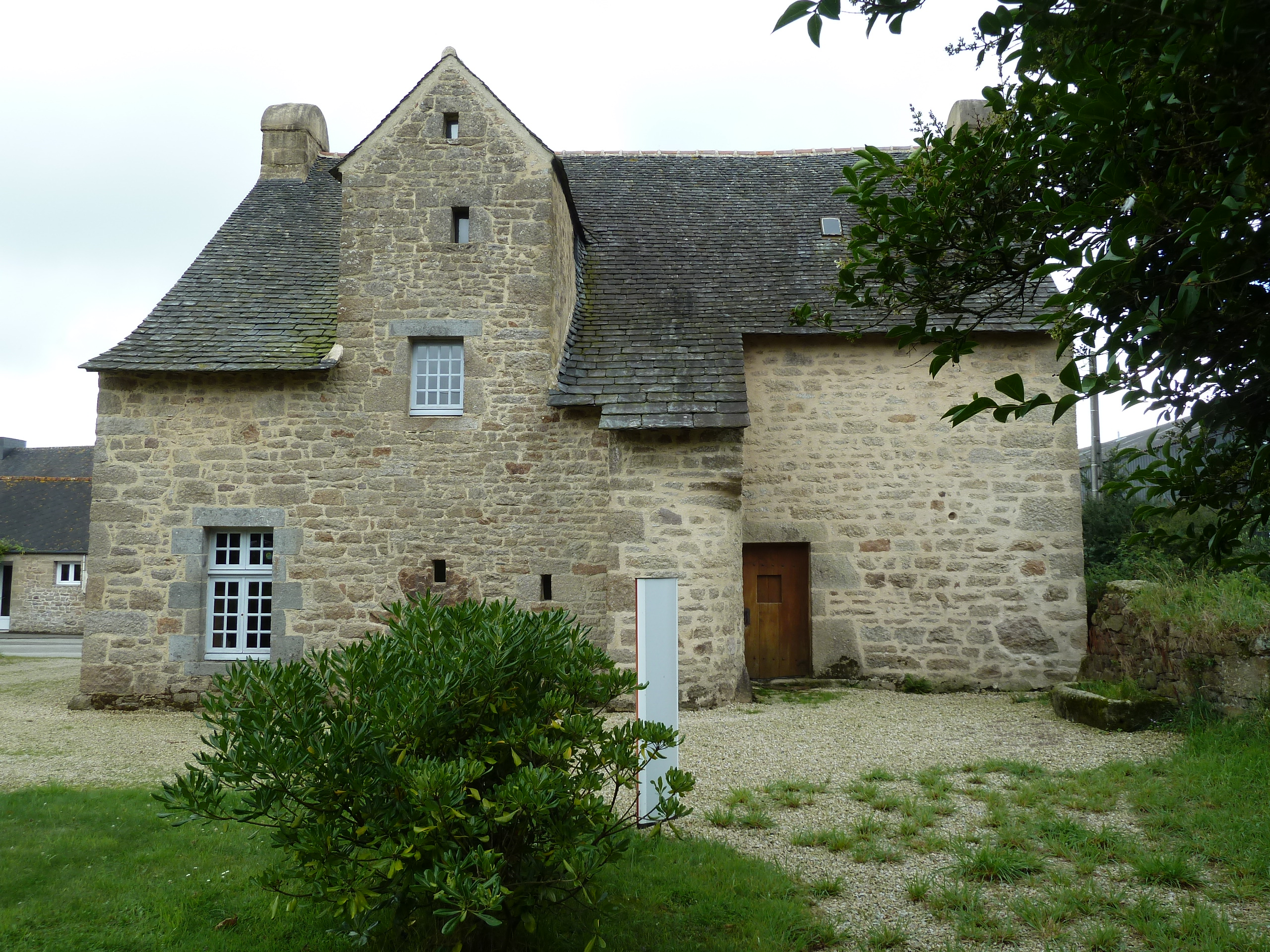
Le manoir de Kervéléoc 1.
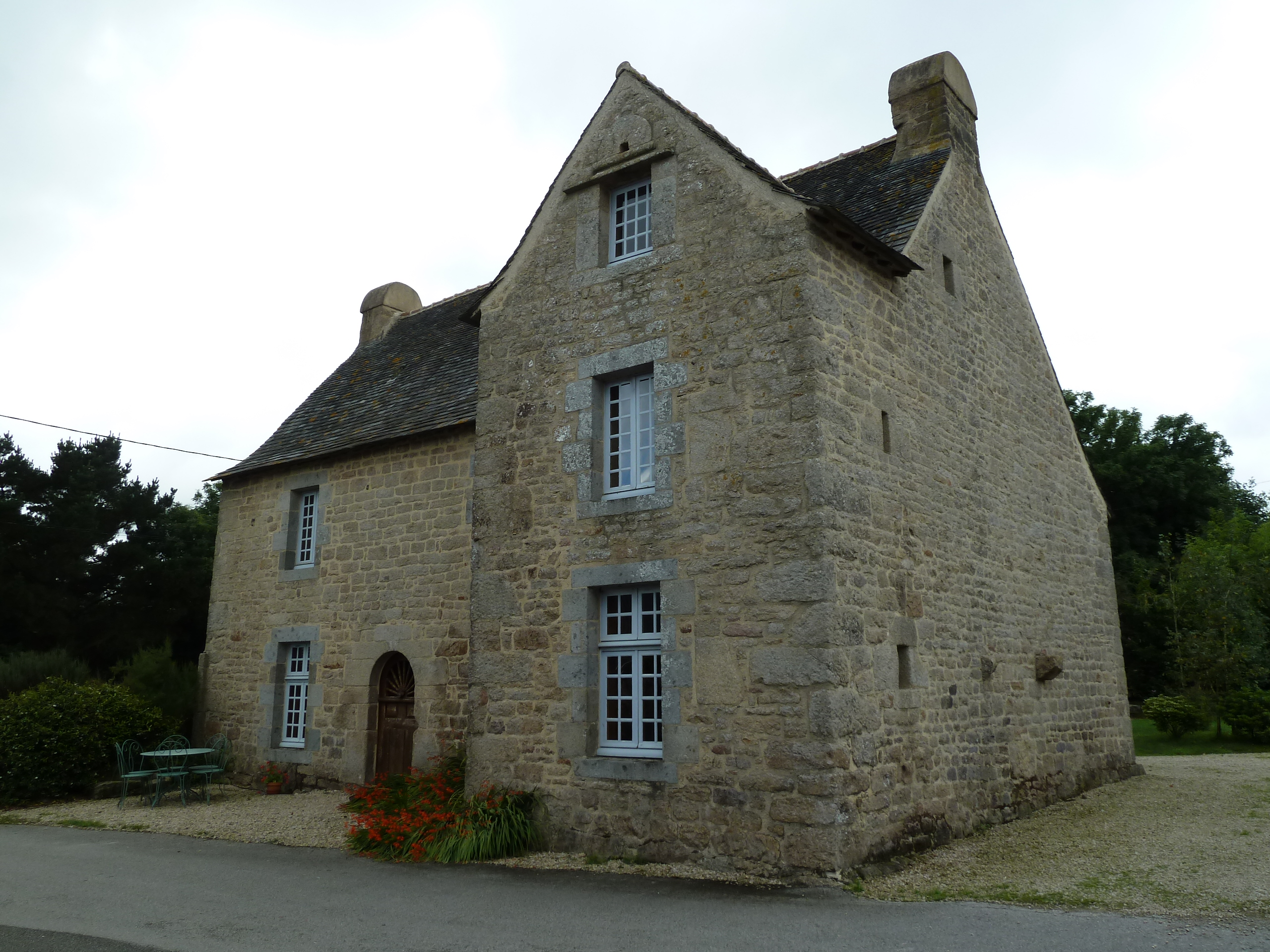
Le manoir de Kervéléoc 2.

- Le kanndi de l'Île Keranfranc : il servait à sécher les fils de lin ; en mauvais état[73].
- Le moulin à papier des Justices, ouvert en 1802[74].

## Personnalités liées à la commune
- Jean-Luc Pailler, pilote automobile plusieurs fois champion de France de rallycross, né à Plouédern.

## Superstition
Jacques Cambry raconte qu'à Plouédern l'on croyait en 1799 que si l'œil gauche d'un mort ne se fermait pas, un de ses proches parents est menacé de mort prochaine.